# Harp Lager
Harp Lager — ирландское пиво, светлый лагер. Самый популярный лагер на ирландском пивном рынке, также продается в ряде других стран мира. Производится пивоварней в городе Дандолк, а также, на условиях лицензии, в Великобритании, Канаде и России.
Торговая марка принадлежит британской корпорации Diageo, одному из крупнейших производителей алкогольных напитков в мире.

## История
Пиво Harp Lager впервые было сварено в 1960 году компанией Guinness, производителем всемирно известного одноименного стаута. Своим появлением Harp Lager обязан тенденцией роста на территории послевоенной Ирландии популярности лагеров, которые импортировались из континентальной Европы. Местные производители пива, которые долгое время специализировались на производстве исключительно элей, отреагировали на эту тенденцию налаживанием выпуска собственных лагеров, подобных континентальным образцам.
Компания Guinness пригласила с этой целью известного немецкого мастера-пивовара Германа Мюндера и переоборудовала одну из своих пивоварен, находящуюся в Дандолке, согласно технологическим особенностям производства лагеров. Компания рассматривала несколько вариантов названия для своего первого лагера, в частности Atlas, Cresta и Dolphin, однако остановила свой выбор на названии Harp (то есть арфа, лира). Это название происходит от лиры ирландского короля Бриана Боройме, которая вместе с листком клевера является одним из символов Ирландии и к тому времени уже использовалась в эмблеме торговой марки Guinness.
В 1961 году был образован консорциум из нескольких ирландских и британских пивоварен, который занимался совместным производством и продвижением пива Harp Lager, получив соответствующее название Harp Lager Ltd. Со временем состав участников этого консорциума несколько раз менялся.
В 1964 Harp Lager, который до того продавался исключительно в бутылках, начал разливаться в кеги для продаж на разлив в заведениях общественного питания.
Ныне пиво Harp Lager кроме Ирландии варится в Великобритании Манчестерской пивоварней Hydes, в Канаде на производственных мощностях местного пивоваренного гиганта Labatt’s, и в России – "Московской Пивоваренной Компанией".